# Haliotis clathrata
Haliotis clathrata là một loài ốc biển, là động vật thân mềm chân bụng sống ở biển thuộc họ Haliotidae, the abalones.
This species also occurs in a different form: Haliotis clathrata f. tomricei Patamakanthin, 2002

## Phân bố
This marine species occurs in the Indo-Pacific and Central Pacific Region:Aldabra, Chagos, Comores, Kenya, Madagascar, Mauritius, and Seychelles

## Hình ảnh

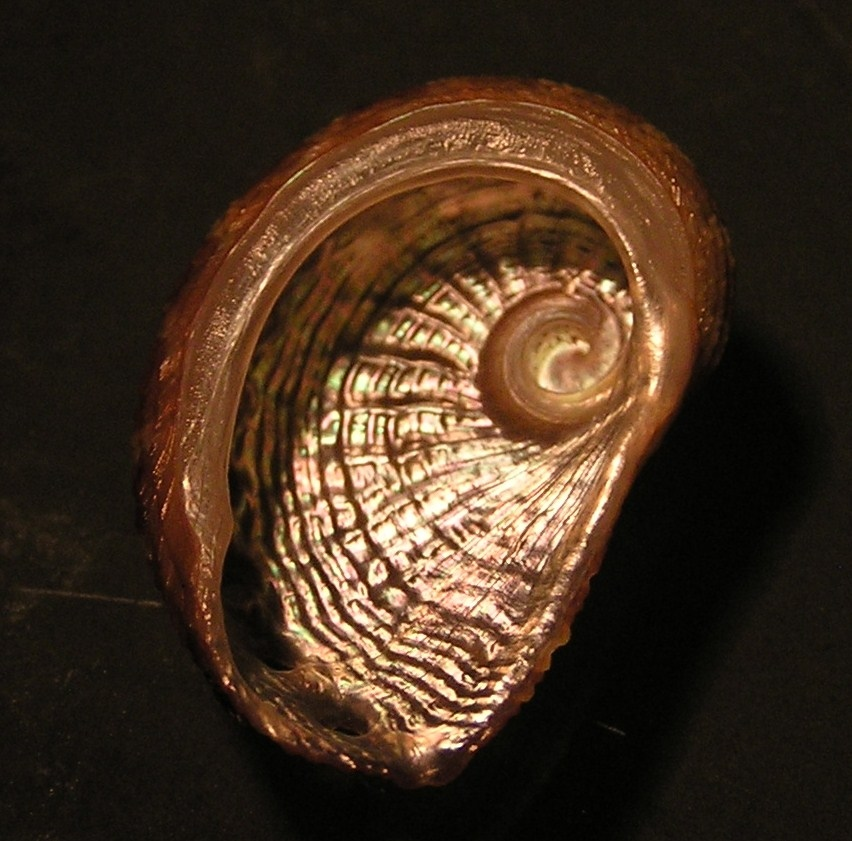